# Masciago Primo
Masciago Primo (Masciàgh in dialetto varesotto) è un comune italiano di 284 abitanti della provincia di Varese in Lombardia, anticamente chiamato solo Masciago. Il toponimo è stato adottato, per Regio Decreto, pochi anni dopo l'unità d'Italia, l'8 febbraio 1863, per differenziarlo da un altro comune omonimo nel Milanese (che venne, appunto, denominato Masciago Milanese e, nel 1928, fuso con Bovisio nel nuovo comune di Bovisio Masciago).

## Geografia fisica
Masciago Primo fa parte della Comunità Montana Valli del Verbano (prima del 2009 Comunità Montana della Valcuvia), si trova vicino ai comuni di Rancio Valcuvia e Bedero Valcuvia, a 373 m s.l.m.
È caratterizzato da una struttura urbana costituita da un nucleo storico molto ben curato, con strade acciottolate e tipiche abitazioni in sasso. Il suo nome infatti deriva da "Maegh", toponimo celtico che significa "villaggio campestre con molti ciottoli".

## Storia
Del paese non si sa molto, è un paese di antiche origini, la sua storia inizia dai primi insediamenti romani per poi passare, nel Medioevo, sotto il feudo della Valcuvia, di cui seguirà le sorti.
Unica nota di rilievo è citata in un atto del 1176, che riporta la notizia secondo cui un abitante del luogo, tale Montenario de Masciago, sia stato giudice o messo dell'Imperatore Federico I di Svevia.

### Simboli
Lo stemma e il gonfalone sono stati concessi con decreto del presidente della Repubblica del 16 febbraio 1999.

## Monumenti e luoghi d'interesse
La Chiesa di S. Agnese, che sorge a sud del paese e che risulta essere una fra le più antiche della Valcuvia e che ha fatto da "matrice" a molte altre chiese della zona.
Venne restaurata completamente nel 1795 con l'aggiunta del coro, fu di nuovo ampliata nel 1848 e nel 1886 furono eseguiti lavori alla facciata della chiesa. L'organo fu costruito nel 1888.
Sull'altare maggiore si trova un elegante e pregevole dipinto a olio, donato da Battista Bonari di Rancio Valcuvia nel 1845.
Nel tardo Ottocento la chiesa bruciò in un incendio, e gran parte degli arredi sacri andarono perduti.
L'aspetto definitivo a pianta a croce latina si deve ad una ristrutturazione del secolo scorso. L'interno della chiesa e costituito da 3 navate, in stile lombardo, con decorazioni ed affreschi di Luigi Morgari. La chiesa fu consacrata da mons. Macchi nel 1941.
Nei pressi della chiesa sorgeva anche una rocca, i cui ruderi erano ancora identificabili nel XX secolo.
Nel centro storico si trova una pittura murale del XIX secolo, dedicata a Sant'Antonio Abate.

## Società

### Evoluzione demografica
- 204 nel 1751
- 241 nel 1805
- annessione a Cuvio nel 1809
- scissione da Cuvio e annessione al "comune denominativo" di Rancio, insieme a Ferrera, Cassano, Bedero e Brinzio nel 1812; i singoli comuni vengono ripristinati nel 1816.
- 285 nel 1853

Abitanti censiti